# Raïon de Brovary
Le raïon de Brovary (en ukrainien : Броварський район) est un raïon (district) dans l'oblast de Kiev en Ukraine.
Avec la réforme administrative de 2020; le raïon nouveau a absorbé les anciens raïons de Barychivka, Brovary et Zgurivka.

## Lieux d’intérêt
Le Parc national de Zalissia.

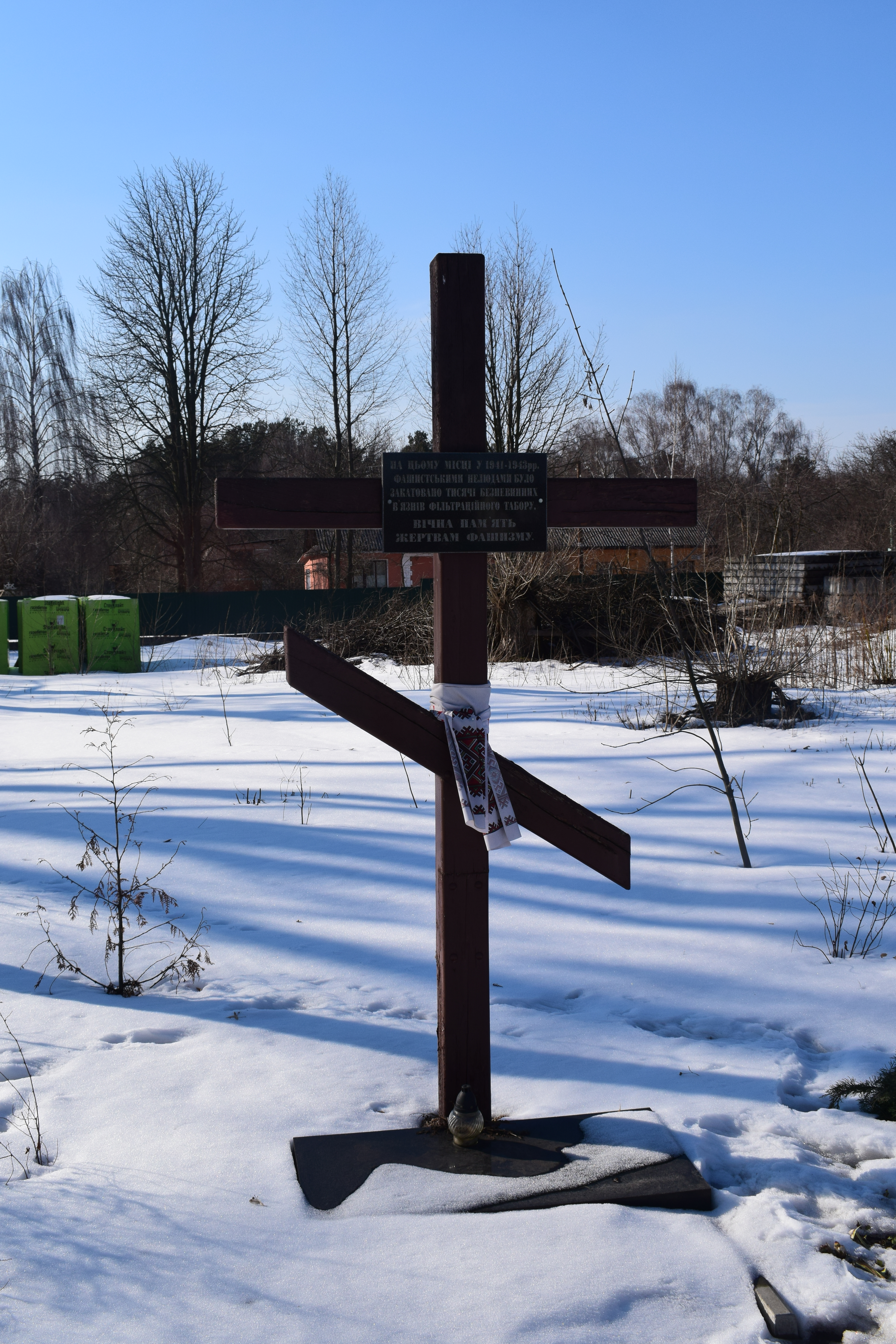
Monument à l'Holodomor, classé[1],
Monument à l'Holodomor et aux victimes politiques, classé[2],
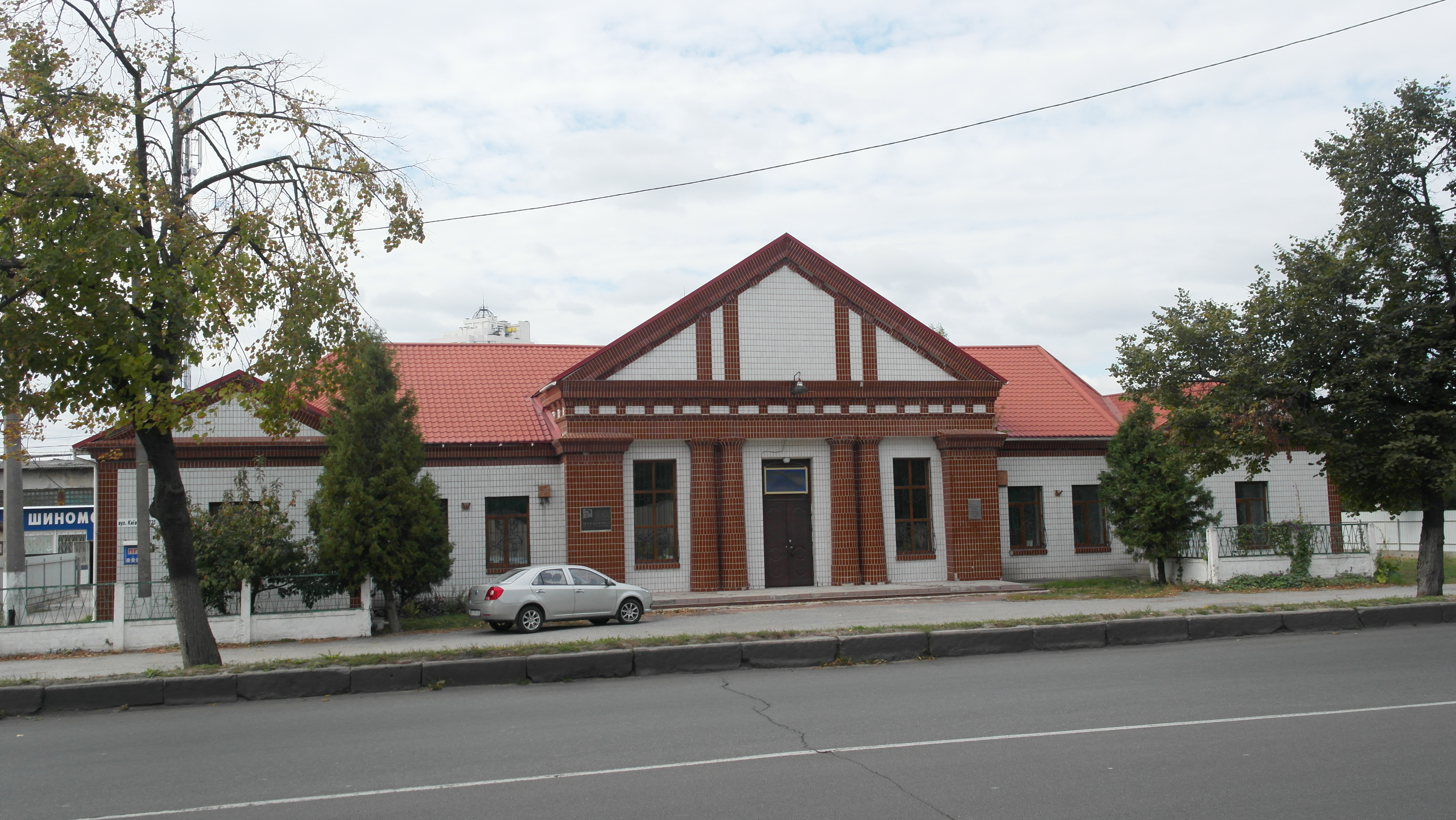
maison de la culture, classée[3],
monument à Taras Chevtchenko, classé[4].